# روچ سفلی (قزوین)
روچ سفلی (قزوین)، روستایی از توابع بخش رودبارالموت شهرستان قزوین در استان قزوین ایران است. تات‌ها ساکنین روستای روچ سفلی هستند که به زبان تاتی سخن می‌گویند.

## جمعیت
این روستا در دهستان الموت پایین قرار دارد و براساس سرشماری مرکز آمار ایران در سال ۱۳۸۵، جمعیت آن ۷۸ نفر (۳۳خانوار) بوده است.